# Kastell Mofleni
Das Kastell Mofleni, gleichgesetzt mit der dakischen Siedlung Pelendava oder Palendova, ist ein vermutetes römisches Hilfstruppenlager auf dem Gebiet des Cartier Mofleni (dem ehemaligen Dorf Bucovăț in der ehemaligen Gemeinde Cârligei), einem heutigen Stadtteil im Gebiet von Craiova in Rumänien. Topographisch befindet es sich im Westen der rumänischen Landschaft Walachische Tiefebene. In antiker Zeit war es möglicherweise Bestandteil des Dakischen Limes und gehörte administrativ zur Provinz Dacia inferior, später zur Dacia Malvensis.

## Lage
Das vermutete Siedlungsareal befindet sich am südwestlichen Stadtrand von Craiova, gut anderthalb Kilometer nordöstlich des Flusses Jiu, dessen Überwachung es in antiker Zeit wohl gedient haben mag. Die Römer sollen sich dort auf dem Gelände einer älteren dakischen Siedlung namens Pelendava angesiedelt haben. Dieser Ort ist auf der Tabula Peutingeriana verzeichnet.

## Forschungsgeschichte
Aufgrund der Überbauung im 15./16. Jahrhundert (siehe weiter unten) konnte nur wenig erforscht werden.

## Archäologische Befunde und Geschichte

### Vorrömische Zeit
Pelendava war eine prosperierende, befestigte dakische Siedlung aus dem 4. Jahrhundert vor unserer Zeitrechnung. Das Toponym Pelendava ist vermutlich ein Kompositum aus dem indogermanischen Wort peled (nass, fließend) und dem dakischen Wort deva oder dava (Siedlung, Dorf, Ort). Das Gelände wurde in der frühen Neuzeit von der Kirche und dem Kloster San Nicola überbaut. Auf diese beziehen sich auch die weiter unten angegebenen RAN- und LMI-Codes. Aufgrund der Überbauung ist weder über das dakische Pelendava noch über die spätere römische Siedlung viel bekannt.

### Römerzeit
Unter dem Fundmaterial befindet sich ein Ziegelstempel eines Numerus Maurorum S.... Die relativ geringe Anzahl an Funden lassen jedoch keine sicheren Schlüsse auf die Datierung, Struktur und Funktion des Kastells zu.  Es könnte jedoch zu Beginn der Okkupation Dakiens unter Trajan zunächst als Holz-Erde-Lager errichtet worden zu sein. Unter Hadrian könnte es dann eine Bauphase aus Stein und Ziegeln erfahren haben. Diese Materialien seien dann in der Neuzeit zum Bau der Kirche und des Klosters verwendet worden. Aufgrund der völlig unsicheren Befundlage zweifelte Felix Marcu die Existenz eines solchen Kastells generell an.

### Befundsicherung und Fundverbleib
Die gesamte archäologische Stätte steht nach dem 2001 verabschiedeten Gesetz Nr. 422/2001 als historisches Denkmal unter Schutz und ist mit den LMI-Code DJ-I-s-A-07878 in der nationalen Liste der historischen Monumente (Lista Monumentelor Istorice) eingetragen. Der RAN-Code lautet 69937.01. Diese Codes beziehen sich jedoch auf Kirche und Kloster San Nicola, durch die das Gelände im 15./16. Jahrhundert überbaut wurde. Zuständig ist das Ministerium für Kultur und nationales Erbe (Ministerul Culturii şi Patrimoniului Naţional), insbesondere das Generaldirektorat für nationales Kulturerbe, die Abteilung für bildende Kunst sowie die Nationale Kommission für historische Denkmäler sowie weitere, dem Ministerium untergeordnete Institutionen. Ungenehmigte Ausgrabungen sowie die Ausfuhr von antiken Gegenständen sind in Rumänien verboten.